# Ljubatovci
Ljubatovci (cyr. Љубатовци) – wieś w Bośni i Hercegowinie, w Republice Serbskiej, w gminie Laktaši. W 2013 roku liczyła 256 mieszkańców.